# Acanthophoenix rubra
Acanthophoenix rubra е вид растение от семейство Палмови (Arecaceae). Видът е критично застрашен от изчезване.

## Разпространение
Разпространен е в Мавриций и Реюнион.